# Martin Pulkert
Martin Pulkert (* 24. února 1984) je český fotbalový záložník momentálně hrající v týmu FC Kvasice.